# Pseudonapomyza gujaratica
Pseudonapomyza gujaratica este o specie de muște din genul Pseudonapomyza, familia Agromyzidae, descrisă de Shah în anul 1980. Conform Catalogue of Life specia Pseudonapomyza gujaratica nu are subspecii cunoscute.